# Oslo-Report
Als Oslo-Report wird ein Schriftstück bezeichnet, das am 5. November 1939 in der Britischen Gesandtschaft in Oslo aufgefunden wurde. Auf mehreren Seiten des anonymen Schreibens wurden die damaligen Zielsetzungen der militärischen Forschung Deutschlands enthüllt.
Das siebenseitige Schriftstück in deutscher Sprache wurde zusammen mit einem als Beweis für die Echtheit des Reports dienenden Abstandszünder für eine Flakgranate in einem Päckchen für die Britische Gesandtschaft deponiert. Er enthielt Hinweise über die Heeresversuchsanstalt Peenemünde, die damals den Briten unbekannte Junkers Ju 88, die deutschen Radar-Forschungen, das später Y-Gerät genannte Nachtjagd-Funkmessgerät und die deutsche Raketenentwicklung.
Der Urheber des Reports, der mit „ein deutscher Wissenschaftler, der Ihnen wohlgesinnt ist“ unterzeichnete, war der Physiker Hans Ferdinand Mayer, damals angestellt bei Siemens & Halske AG und beruflich in ganz Europa unterwegs. 1943 wurde Mayer zu KZ-Haft verurteilt, weil er Feindsender gehört und das NS-Regime kritisiert hatte. Erst 1977 vertraute er seiner eigenen Familie an, dass er den Oslo-Report geschrieben habe. Auf seinen Wunsch wurde dies erst nach dem Tod Mayers und seiner Frau veröffentlicht.
Die Echtheit des Materials wurde seinerzeit im Vereinigten Königreich häufig angezweifelt, es blieb jedoch eine wichtige Quelle für die Entwicklungen der deutschen Forschungen im Zweiten Weltkrieg.
Der Physiker und Geheimdienstoffizier Reginald Victor Jones sprach sich während des Krieges für die Authentizität des „Oslo-Reports“ und den möglichen Nutzen für die Alliierten aus. Im Nachhinein bewertete er den Oslo-Report als den „wahrscheinlich besten Einzelbericht während des gesamten Krieges“.